# Luis Ibero
Luis Ibero Elía (Pamplona, 11 de julio de 1949 - 10 de noviembre de 2020) fue un político español, militante de Convergencia de Demócratas de Navarra (CDN). Desempeñó diversos cargosː  Presidente del Concejo de Zizur Mayor (1979-1983 y 1987-1992), alcalde de la Cendea de Cizur (1979-1983) y con la formación municipal Agrupación Independiente de Zizur Mayor (AIZM) (1987-1992); Alcalde de Zizur Mayor (1992-1996); Consejero de Obras Públicas, Transportes y Comunicaciones del Gobierno de Navarra (1995-1996); concejal en Zizur Mayor (1999-2003 y 2011-2015) y portavoz de CDN en el Ayuntamiento de Pamplona (2003-2007).

## Carrera política
Su labor política comenzó con la fundación de un partido local formado por vecinos de Zizur Mayor, que se presentaría por primera vez a las elecciones de 1979. Entre los fundadores, aparecen Ibero e Iriarte (que más tarde sería alcalde) y otros vecinos conocidos en este pueblo. En 1979, Luis Ibero, número uno en las listas de la AIZM, accede a la presidencia del Concejo zizurtarra al ser el partido más votado, y a su vez en la Cendea de Cizur, convirtiéndose en el primer alcalde.
Posteriormente, fue desplazado de la Presidencia del Concejo por José María Fernández, "Tote" (Cendea Unida), que gobernaría durante una legislatura. En 1987, Ibero recuperó la Presidencia, y posterior alcaldía hasta 1996, que tras ganar, fue llamado por Juan Cruz Allí para participar como consejero del gobierno tripartito PSN-CDN-EA. Posteriormente, volvió a Zizur como segundo en la candidatura de CDN en la que consiguieron dos concejales en 1999.
En 1996 dimitió y dejó la alcaldía al segundo de la lista, Luis María Iriarte; y pasó a ser Consejero de Obras Públicas, Transportes y Comunicaciones del Gobierno de Navarra. Fue también concejal en Zizur Mayor dos legislaturas (1999-2003) y 2011-2015; y Portavoz de CDN en el Ayuntamiento de Pamplona, desde donde fue elegido Presidente de la Mancomunidad (2003-2007), al recibir los votos favorables de CDN y de Unión del Pueblo Navarro (UPN). 
En las elecciones municipales de mayo de 2011, Ibero se presentó como candidato de CDN a la alcaldía de Zizur Mayor, localidad en la que ya había sido alcalde y concejal anteriormente. Consiguió su acta de concejal, después que en las elecciones de 2007, CDN perdiese los dos concejales con los que contaba en el consistorio zizurtarra, siendo ésta una de las pocas localidades en las que CDN consiguió representación.
En febrero de 2018, una vez retirado de la primera línea política, anunció su afiliación a Unión del Pueblo Navarro, junto con el exconvergente José Andrés Burguete. 
Ibero, como integrante de la gestora del club pamplonés (junio-diciembre, 2014) tuvo un papel destacado para salvar al Club Atlético Osasuna de su desaparición, al conseguir inscribir a la entidad rojilla en Segunda división y trasladar al Parlamento de Navarra la ley de rescate ante una deuda incontrolada a Hacienda por valor de 52 millones de euros.
Falleció el 10 de noviembre de 2020 a los 71 años a causa de enfermarse de COVID-19.